# کالای سرمایه‌ای
کالای سرمایه‌ای (به انگلیسی: Capital good) (که محصولات و سیستم‌های پیچیده (به انگلیسی: complex products and systems) یا CoPS نیز نامیده می‌شود)، کالایی بادوام است که برای تولید کالاها و خدمات مورد استفاده قرار می‌گیرد. کالاهای سرمایه‌ای یکی از سه دستهٔ کالاهای تولیدکننده هستند که دو مورد دیگر آن عبارت‌اند از: زمین و نیروی کار. این سه مورد در کنار یکدیگر عوامل اصلی تولید را تشکیل می‌دهند.
این دسته‌بندی ریشه در دورهٔ اقتصاد کلاسیک داشته و امروزه یک روش پراستفاده در دسته‌بندی عوامل تولید محسوب می‌شود.
تعاریف و توضیحات زیادی در خصوص تولید کالاهای سرمایه‌ای در ادبیات موضوع رشتهٔ اقتصاد ارائه شده‌است. کالاهای سرمایه‌ای عموماً، محصولات سرمایه‌بر و منحصربه‌فردی در نظر گرفته می‌شوند که از اجزای زیادی تشکیل شده‌اند. آن‌ها اغلب خودشان به‌عنوان سیستم‌ها یا خدمات تولیدی مورد استفاده قرار می‌گیرند.
ابزار، ماشین‌آلات، مراکز داده‌ای، دکل‌های نفتی، گیاهان و محصولات نیمه‌هادی و همین‌طور توربین‌های بادی می‌توانند مثالی از کالای سرمایه‌ای باشند. تولید این محصولات عموماً به شکل پروژه‌ای بوده و شرکای مختلفی در شبکه‌ها به همکاری در جهت تولید آن‌ها مشغول هستند (هیکس و همکاران، ۲۰۰۰؛ هیک و مک گاورن، ۲۰۰۹؛ هابدی، ۱۹۹۸).
چرخهٔ عمر یک کالای سرمایه‌ای عموماً متشکل از مناقصه، مهندسی و تهیه، تولید و راه‌اندازی، تعمیر و نگه‌داری و (بعضی وقت‌ها) تخریب و کنار گذاشتن می‌شود.
در رشتهٔ اقتصاد، کالاهای سرمایه یک دارایی ملموس محسوب می‌شود. یک جامعه از طریق پس‌انداز ثروت به کسب کالاهای سرمایه‌ای می‌پردازند که در ابزارهای تولید سرمایه‌گذاری می‌شوند. افراد از این کالاها برای تولید دیگر کالاها و خدمات در یک دوره زمانی مشخص استفاده می‌کنند. ماشین‌آلات، ابزارها، ساختمان‌ها، کامپیوترها یا دیگر انواع تجهیزاتی که درگیر تولید دیگر اشیاء و در جهت فروش آن‌ها مورد استفاده قرار می‌گیرند، همگی جزو کالاهای سرمایه‌ای هستند. مالکین کالای سرمایه‌ای می‌توانند افراد، خانوارها، شرکت‌ها یا دولت‌ها باشند. هر ماده‌ای که برای تولید کالاهای سرمایه‌ای مورد استفاده قرار می‌گیرند نیز به‌نوعی کالای سرمایه‌ای محسوب می‌شوند.

## تفاوت با دیگر کالای مصرفی
افراد کالاهای سرمایه‌ای را به‌عنوان منابعی ایستا برای خلق دیگر کالاها خریداری می‌کنند، در حالی که کالاهای مصرفی به‌قصد مصرف مورد خریداری قرار می‌گیرند.
برای مثال یک خودرو اگر برای استفاده شخصی خانوار مورد استفاده قرار گیرد، یک کالای مصرفی محسوب می‌شود.
این در حالی است که یک خودروی سنگین که در تولید یا ساخت دیگر محصولات مورد استفاده قرار می‌گیرد، کالاهای تولیدی هستند که دلیل آن نیز استفاده شرکت‌ها از این خودروها برای ساخت راه‌ها، ساختمان‌ها و پل‌ها می‌باشد.
به همین شکل نیز می‌توان گفت که یک بسته شکلات، کالای مصرفی است اما ماشین‌آلاتی که این شکلات را به تولید می‌رساند، یک کالای تولیدی.
بعضی از کالاهای سرمایه‌ای می‌توانند هم برای مقاصد مصرفی و هم برای مقاصد تولیدی مورد استفاده قرار گیرند. از جمله می‌توان به ماشین‌آلات تولید کامیون‌های سنگین اشاره کرد.
مصرف، نتیجهٔ منطقی فعالیت‌های اقتصادی است اما سطح مصرف آتی به انبارهٔ آتی سرمایه بستگی دارد که در نهایت به سطح فعلی تولید بخش کالاهای سرمایه‌ای وابسته خواهد بود؛ بنابراین، اگر تمایلی به افزایش در مصرف وجود داشته باشد، تولید کالاهای سرمایه‌ای باید بیشینه شود.

## اهمیت
کالاهای سرمایه‌ای که عموماً به آن‌ها محصولات و سیستم‌های پیچیده گفته می‌شود (هابدی، ۲۰۰۰؛ گان و سالتر، ۲۰۰۰) نقش مهی در اقتصادهای امروزی دنیا ایفا می‌کنند (آچا و همکاران، ۲۰۰۴). گذشته از این که این کالاها به کسب‌وکارها اجازه می‌دهند که کالاهای دیگری را تولید کنند، کالاهای سرمایه‌ای از اهمیت‌های دیگری برخوردار هستند. در صنعتی که تجهیزات و مواد تولیدی بسیار گران هستند، این کالاها می‌توانند مانعی بزرگ برای ورود شرکت‌های جدید باشد. به‌عنوان‌ مثال اگر یک کسب‌وکار جدید نتواند ماشین‌های مورد نیاز خود را برای خلق یک محصول خریداری کند، ممکن است نتواند با دیگر شرکت‌ها رقابت کند. چنین شرکتی می‌تواند برای تهیه محصولات خود به مسیرهای دیگری روی آورد، اما همین امر نیز می‌تواند هزینه‌بر و گران باشد. این بدان معناست که در صنایعی که وسایل تولید نشان‌دهنده مقدار زیادی از هزینه‌های شروع فعالیت یک شرکت است، تعداد شرکت‌های رقیب در بازار نسبتاً اندک است.

## سرمایه‌گذاری‌های مورد نیاز
به دست آوردن ماشین‌آلات و سایر تجهیزات گران‌قیمت اغلب نشان‌دهنده و نیازمند سرمایه‌گذاری قابل توجهی توسط یک شرکت است. هنگامی‌که یک کسب‌وکار در حال تلاش است، چنین خریدهایی را تا زمانی که ممکن است به تعویق می‌اندازد. زیرا در صورتی که شرکت در پی استفاده کامل از آن نباشد، معقول نیست که برای تجهیزات چنین هزینه‌ای کند. هزینه‌های سرمایه‌ای می‌تواند نشانه‌ای باشد که یک تولیدکننده انتظار رشد یا حداقل تقاضای پایدار برای محصولات خود دارد و همین موضوع یک نشانه اقتصادی بالقوه مثبت است. در بیشتر موارد، کالاهای سرمایه‌ای نیاز به سرمایه‌گذاری قابل توجهی دارند و معمولاً خرید آن‌ها به‌عنوان هزینه سرمایه گفته می‌شود. این کالاها برای مشاغل از اهمیت بالایی برخوردارند زیرا از این کالاها برای ساخت کالاهای کاربردی برای مشتریان یا ارائهخدمات ارزنده به مصرف‌کنندگان استفاده می‌شود. در نتیجه، گاهی به کالاهای تولیدکنندگان، کالاهای تولیدی یا ابزارهای تولیدی نیز گفته می‌شود

## کالاهای سرمایه‌ای در تجارت بین‌الملل
در نظریه‌های مربوط به تجارت بین‌الملل، علت و ماهیت تجارت کالاهای سرمایه‌ای توجه کمی به خود جلب کرده‌است. تجارت کالاهای سرمایه یک بخش حیاتی از روابط پویا میان تجارت بین‌الملل است. تولید و تجارت کالاهای سرمایه‌ای به‌مانند کالاهای مصرفی باید وارد مدل‌های تجاری شود و کلیهٔ تجزیه‌وتحلیل‌ها باید نظریه انباشت سرمایه داخلی ادغام و یکپارچه شود.